# Cis americanus
Cis americanus là một loài bọ cánh cứng trong họ Ciidae. Loài này được Mannerheim miêu tả khoa học năm 1852.